# Samovila, Kărdjali
Samovila (în bulgară Самовила) este un sat în comuna Krumovgrad, regiunea Kărdjali,  Bulgaria. 

## Demografie
Componența etnică a satului Samovila
     Turci (97,22%)
     Nicio identificare (2,77%)
     Altele (0%)
La recensământul din 2011, populația satului Samovila era de 72 locuitori. Din punct de vedere etnic, majoritatea locuitorilor (97,22%) erau turci. Pentru 2,77% din locuitori nu este cunoscută apartenența etnică.